# サディル・ジャパロフ
サディル・ヌルゴジョエヴィチ・ジャパロフ（キルギス語: Садыр Нургожоевич Жапаров, ラテン文字転写: Sadyr Nurgojo uulu Japarov, IPA: [sɑ'dɯr nurʁo'd͡ʒo d͡ʒɑ'pɑrof]; 1968年12月6日 – ）は、キルギスの政治家。同国第6代大統領を務めている。政党メケンチル党首。
2012年、クムトール鉱山の国有化を求めるデモの際に大統領府の占拠を試みた疑いで禁固刑を言い渡された。2013年には自身が指揮したデモで参加者が地方首長を一時的に誘拐した。実行犯ではないが誘拐容疑で起訴されたジャパロフは国外に脱出した。2017年にキルギスへの帰国を試み国境で拘束、収監された。
2020年10月4日に行われたキルギス総選挙は、親大統領派の政党が議席の大部分を占める結果となり、不正投票を疑う声が高まった。市民デモが発生し、ジャパロフはデモ参加者によって解放された。10月14日に首相に就任。翌15日にソーロンバイ・ジェーンベコフ大統領が退陣し、ジャパロフが16日に大統領代行に就任。翌年の大統領選挙に出馬するため、11月に大統領と首相を辞任。2021年1月の大統領選挙で勝利し正式に大統領に就任した。

## 経歴・人物

### 生い立ち、学歴
1968年、キルギス・ソビエト社会主義共和国イシク・クル州の村ケン・スーで生まれた。
1987年から1989年までソ連地上軍で2年間軍務についた。
1991年にキルギス国立体育大学を卒業後、地元の集団農場の責任者を務めた。
2000年から2002年まで石油製品卸売「Guzel-MKHAAD」社、2002年から2005年まで石油製品生産「Nurneftegaz」社で社長を務めた。
2006年、キルギス・ロシア・スラブ大学法学部を卒業。

### 政治家として
2005年、共和国議会「ジョゴルク・ケネシ」の議員に当選。
2007年から2009年までクルマンベク・バキエフ大統領顧問、2008年から2010年まで汚職対策庁長官を務めた。
2010年4月の政変でバキエフ大統領が失脚。10月の共和国議会選挙でカムチュベク・タシーエフ率いるアタ・ジュルト党から立候補し再選。
2010年6月、政党メケンチルを結成し党首となる。
2012年10月、タシーエフ、タラント・マミトフらとともにクムトール鉱山の国有化を求める集会を大統領府近くで行った。この集会において大統領府を占拠しようとした疑いでタシーエフらとともに逮捕、起訴され、裁判所から1年半の禁錮を言い渡された。
2013年10月、カラコルでの集会の際、地方首長エミルベク・カプタガエフがデモ参加者によって一時的に連れ去られた。ジャパロフは実行犯ではなかったものの、デモを指揮していたことから政府に追われる身となり、国外へ脱出した。
2017年3月、ジャパロフはキルギスへの帰国を決め、カザフスタンとの国境へ向かった。多くの支持者が集まっていたが、ジャパロフは警察機関によって拘束された。裁判では懲役11年6ヶ月を宣告され収監された。

### 首相および大統領就任
2020年10月4日に行われた2020年キルギス総選挙では新大統領派の政党が多くの議席を得る結果となり、不正選挙を疑う声が上がった。翌5日以降、市民によるデモが発生し、当時の大統領ソーロンバイ・ジェーンベコフの退陣を要求する声が上がった。収監されていたジャパロフとアルマズベク・アタンバエフ前大統領がデモ参加者らによって解放された。
10月6日、議会はジャパロフを首相に推挙することで合意した。
10月10日、議会で首相に選出された。議会は不在議員の委任状を含め定足数を満たす62人が集まり、彼を満場一致で新首相に選出したが、ジャパロフ就任賛成に回ったうち10人は委任投票で欠席したため、無効だとの指摘があった。ジェーンベコフ大統領は彼の首相任命を承認拒否した上で、投票の再実施を求めた。アタンバエフ前大統領は暴動を組織した容疑で同日に逮捕された。
10月14日、大統領の承認を得て首相に就任した。
10月15日、ジェーンベコフが大統領を退いた。憲法によればキルギス議会議長が大統領代行を務める規定となっているが、10月13日に議長に就任したばかりであったカナトベク・イサエフが代行就任を拒否したため、ジャパロフが大統領代行を引き継いだ。
11月14日、ジャパロフは翌年の大統領選挙に出馬する意向を表明し、大統領職と首相職を辞任した。大統領職はタラント・マミトフ、首相職はアルテム・ノヴィコフが引き継いだ。
2021年1月10日の大統領選挙で79%もの票を得て勝利した。勝利宣言では大統領権限強化と親露政策を掲げた。

## 外交

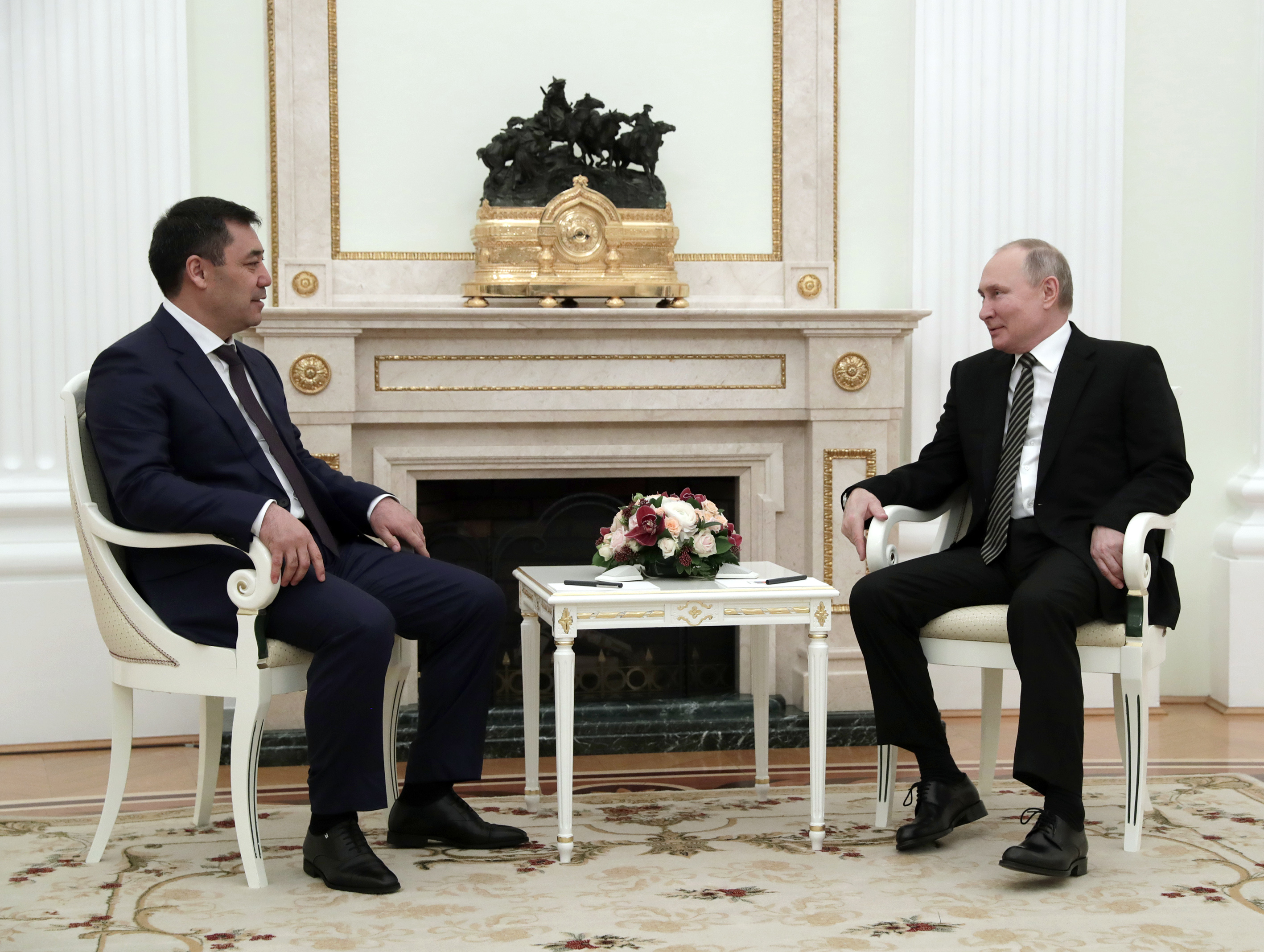
2021年2月にウラジーミル・プーチン大統領と会談

就任直後のスピーチで、ロシア、カザフスタン、ウズベキスタンとの関係を特に重視する姿勢を示した。2月24日、大統領として初の外国訪問としてロシアを訪れ、ウラジーミル・プーチン大統領と会談した。3月初頭にカザフスタンを訪れカシムジョマルト・トカエフ大統領と会談した。
3月11日にはウズベキスタンを訪れた。シャフカト・ミルジヨエフ大統領と会談し、長年の国境問題を解決することで合意した。すべてがうまく運べば3か月で解決するとミルジヨエフは述べた。4月、キルギス領内のウズベキスタンの飛び地であるソフ地区からウズベキスタン本土への道路が再開通する運びとなった。
2021年4月29日、キルギス南西部バトケン地域のタジキスタンとの国境で紛争が勃発した。ジャパロフはエモマリ・ラフモン大統領と電話会談を行い戦争を望まない意向を伝えた。5月1日、停戦協定が結ばれた。

## 私生活
妻のアイグル・ジャパロフとは1991年に結婚し、4人の子を儲けた。長男は2019年8月に事故で他界した。